# Општина Богдан Вода (Марамуреш)
Богдан Вода (рум. Bogdan Vodă) општина је у Румунији у округу Марамуреш.
Oпштина се налази на надморској висини од 543 m.